# Лепин, Андрей Генрихович
Лепин, Андрей Генрихович (1896—1938) — советский военачальник пограничных и внутренних войск ОГПУ-НКВД, депутат Верховного Совета СССР.

## Биография
Родился в 1896 году; место рождения — Двинский уезд Витебской губернии. Национальность — латыш.
Служил прапорщиком в царской армии. Член ВКП(б) c 1918 года. Служил в РККА комиссаром, штабным работником.
В 1922 году окончил Академию Генштаба РККА. С 1922 года в ГПУ.
На 20.12.1932 — заместитель начальника ГУПВО ОГПУ. На 14.02.1936 — начальник УПВО НКВД Украинской ССР. До 11.03.1938 — начальник управления пограничных и внутренних войск НКВД Украинской ССР. С 23.12.1935 — комдив согласно Приказу НКВД СССР № 863 от 23.12.1935.
Депутат Верховного Совета СССР 1-го созыва.
Арестован 15.02.1938. Осужден 29.07.1938 «за шпионаж». Орган, вынесший решение — ВКВС СССР. Приговорён к высшей мере. Расстрелян 29.07.1938 в Москве.
Реабилитирован 25 августа 1956 года определением Военной коллегии Верховного суда СССР.

## Награды
- Знак «Почетный работник ВЧК-ОГПУ (V)» № 380[2].
- Орден Красного Знамени[3][4].
- Знак «Почетный работник ВЧК-ОГПУ (XV)»[5].
- Орден Красной Звезды[6].